# 終結一切戰爭的戰爭

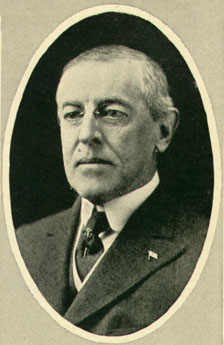
美國總統伍德罗·威尔逊想被聯想「終結一切戰爭的戰爭」的概念

終結一切戰爭的戰爭，為第一次世界大戰衍生的一個詞彙，由英國作家及社會評論家赫伯特·乔治·威尔斯（H. G. Wells）在報章出版的一系列文章而成，隨後更輯成《將終結一切戰爭的戰爭》(The War That Will End War)一書，鼓吹只有通過戰爭結束德國軍國主義造成的第一次世界大戰戰爭。
一戰期間，終結一切戰爭的戰爭之理論曾遭受懷疑，領導英國的戰時內閣首相大衛·勞合·喬治諷刺地說：「這一戰，就像下一場，是終結一切戰爭的戰爭」（This war, like the next war, is a war to end war.），批評戰爭無助阻止大戰，反而釀成下一次戰爭。
英軍將領阿奇博爾德·珀西瓦爾·韋維爾更沮喪地批評巴黎和會：「經過終結一切戰爭的戰爭，他們（三巨頭）卻以和平結束和平（After the 'war to end war', they seem to have been in Paris at making the 'Peace to end Peace'）。
美國作家沃尔特·李普曼在1967年的新聞週刊指，終結一切戰爭的戰爭是一種妄想（the delusion is that whatever war we are fighting is the war to end war）。